# Baglhólmur
Baglhólmur er en holm på Færøerne, beliggende udenfor Víkarbyrgi på østkysten af Suðuroy. Holmen er med sine 0,8 hektar Færøernes ellevte største.
Irske munke kan have levet her allerede før nordmændene kom til Færøerne. Sagnet beretter, at de sidste irske munke efter vikingernes ankomst forskansede sig på  Baglhólmur, inden de forlod øerne med deres skindbåde.
Et andet færøsk sagn fortæller, at navnet stammer fra det irske ord ’bachall’ der betyder bispestav.  